# Сирогем
Сирогем — гемоподобная простетическая группа нитрит- и сульфитредуктаз, катализирующих шестиэлектронное восстановление серы сульфита или азота нитрита до сульфида и аммиака.

## Биологическая роль
Сирогемсодержащие ферменты играют ключевую роль в усвоении неорганических азота и серы растениями и серы бактериями и дрожжами. Нитраты и сульфаты, содержащиеся в окружающей среде, восстанавливаются нитрат- и сульфатредуктазами до нитритов и сульфитов, которые затем восстанавливаются нитрит- и сульфитредуктазами до аммиака и сульфида, которые далее используются в синтезе аминокислот. У растений восстановление нитритов происходит в пластидах, при этом сирогемсодержащие редуктазы получают электроны для восстановления нитрита от ферредоксинов фотосинтетической электронтранспортной сети.

## Биосинтез
Сирогем синтезируется из уропорфириногена III. На первой стадии (A) при катализе уропорфирин III C-метилтрансферазой КФ 2.1.1.107 происходит метилирование уропорфириногена III по положениям 2 и 7 с образованием прекоррина-2 (дигидроизогидрохлорина), источником метильных групп в этом процессе является S-аденозил-L-метионин.  На следующей стадии (B) происходит NAD+-зависимое дегидрирование прекоррина-2 до сирогидрохлорина, этот процесс катализируется прекоррин-2 дегидрогеназой КФ 1.3.1.76. На третьей и последней стадии (C) происходит хелатирование ионов железа сирогидрохлорином с образованием сирогема, катализируемое сирогидрохлорин феррохелатазой КФ 4.99.1.4. 
У дрожжей Saccharomyces cerevisiae последние две стадии синтеза катализируются одним бифункциональным ферментом, продуктом гена Met8p, у некоторых бактерий, в частности, у Escherichia coli, все три стадии биосинтеза сирогема катализируются одним многофункциональным ферментом - сирогем синтазой, кодируемой геном cysG.